# Передньомоторна, повнопривідна компоновка

У автомобільному дизайні F4 або передньомоторний повний привід (4WD) розміщує двигун внутрішнього згоряння в передній частині автомобіля та приводить у рух усі чотири опорні колеса. Таке розташування зазвичай вибирається для кращого контролю на багатьох поверхнях і є важливою частиною ралійних перегонів, а також водіння по бездоріжжю. З точки зору цілей перегонів, будь то на дорозі чи бездоріжжі, можна описати наступним чином:
Команда, яка розробляє архітектуру Weak LS4WD, мінімізує витрати на розробку передньопривідної системи за рахунок більшої задньої трансмісії. Слабка архітектура створює транспортний засіб із великим розподілом потужності між передньою та задньою трансмісіями, тоді як сильна архітектура рекомендує транспортний засіб із більш однаковими вимогами до потужності та крутного моменту для передньої та задньої частини.
Більшість повнопривідних макетів є передньопривідними і є похідними від попередніх конструкцій із переднім двигуном і заднім приводом або переднім двигуном і переднім приводом. Перші його джерела були введені в 1820-х роках від виробників парових вагонів Burstall & Hill. Потім це було відтворено багатьма іншими виробниками, наприклад, «британський інженер Джозеф Диплок запатентував систему повного приводу для тягового двигуна, тоді як у Відні, Австрія, Фердинанд Порше розробив електричний автомобіль, який також мав привід на всі колеса, з електричним двигуном на кожному розі, ще в 1899 році». Ця компоновка розроблена для позашляховиків, щоб мати найбільшу тягу в напружених ситуаціях, не втрачаючи при цьому надто багато вантажного простору. Однак першим official був Spyker 60 HP 1903 року автомобіль, побудований з приводом F4.

## Приклади

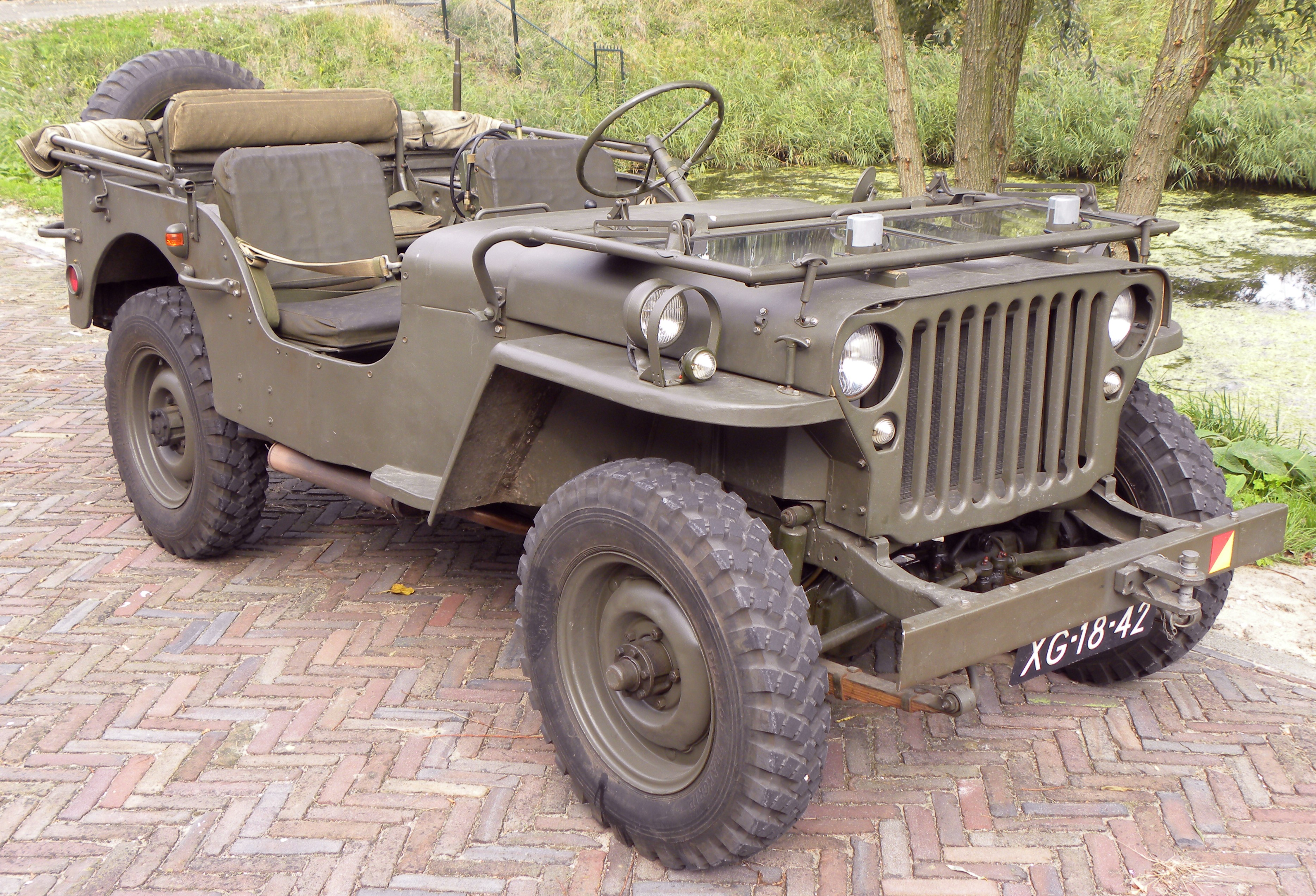
1943 Willys Jeep
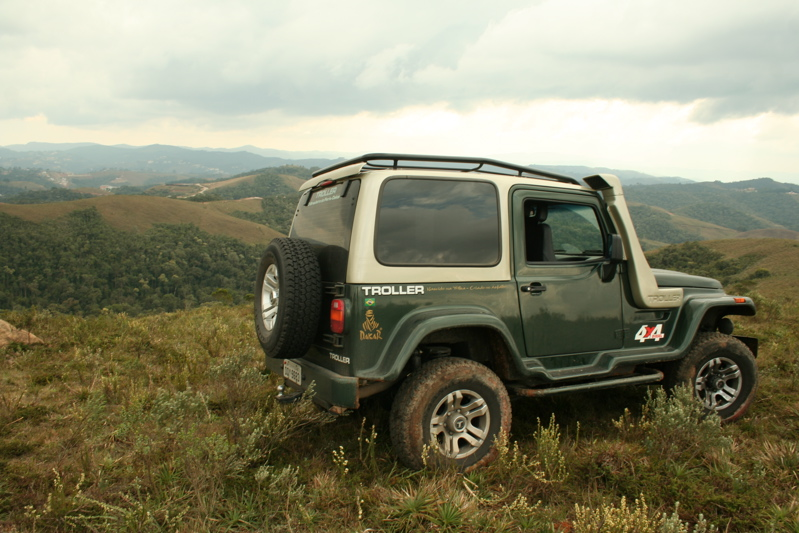
A Troller T4 jeep
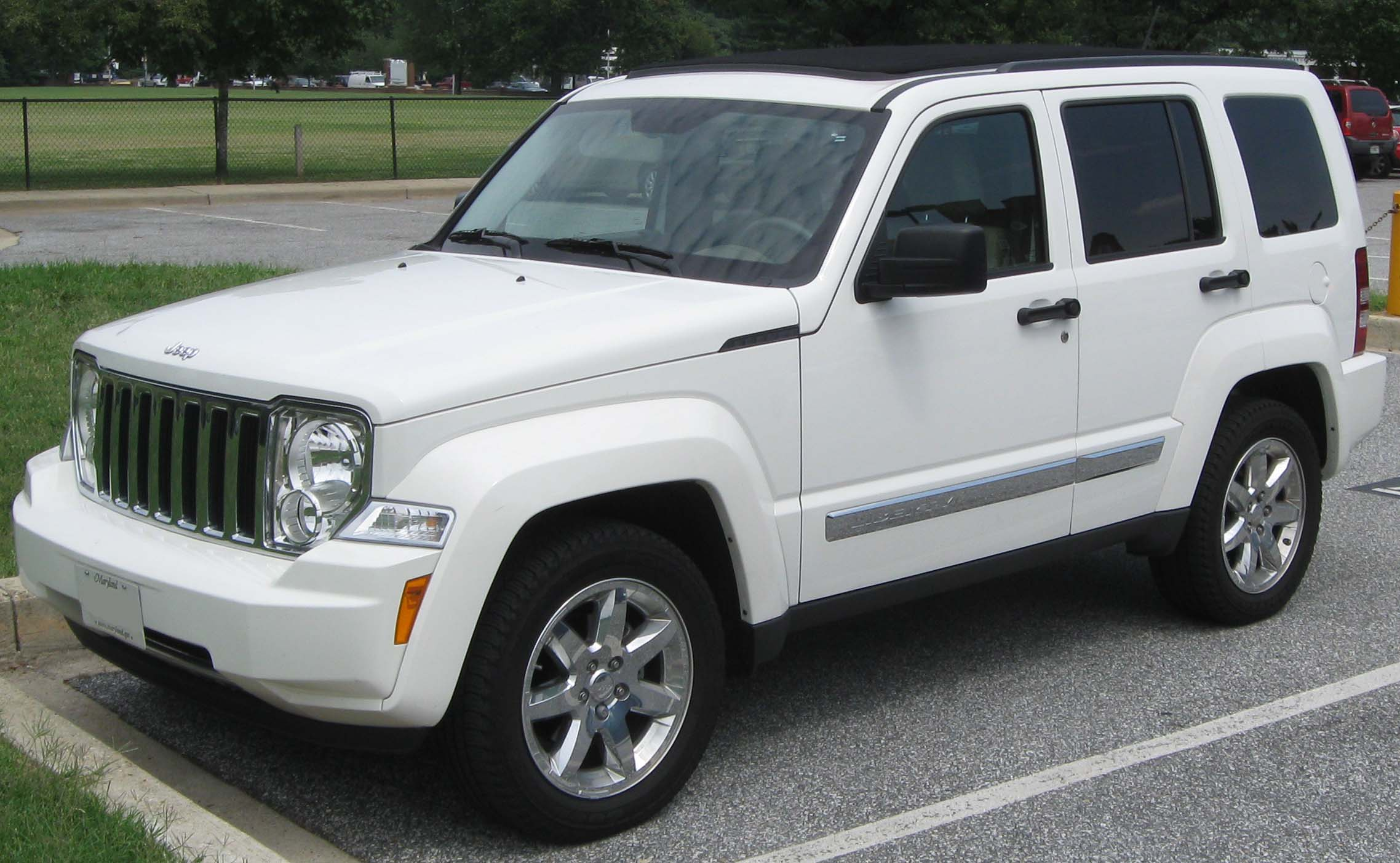
2008–2009 Jeep Liberty
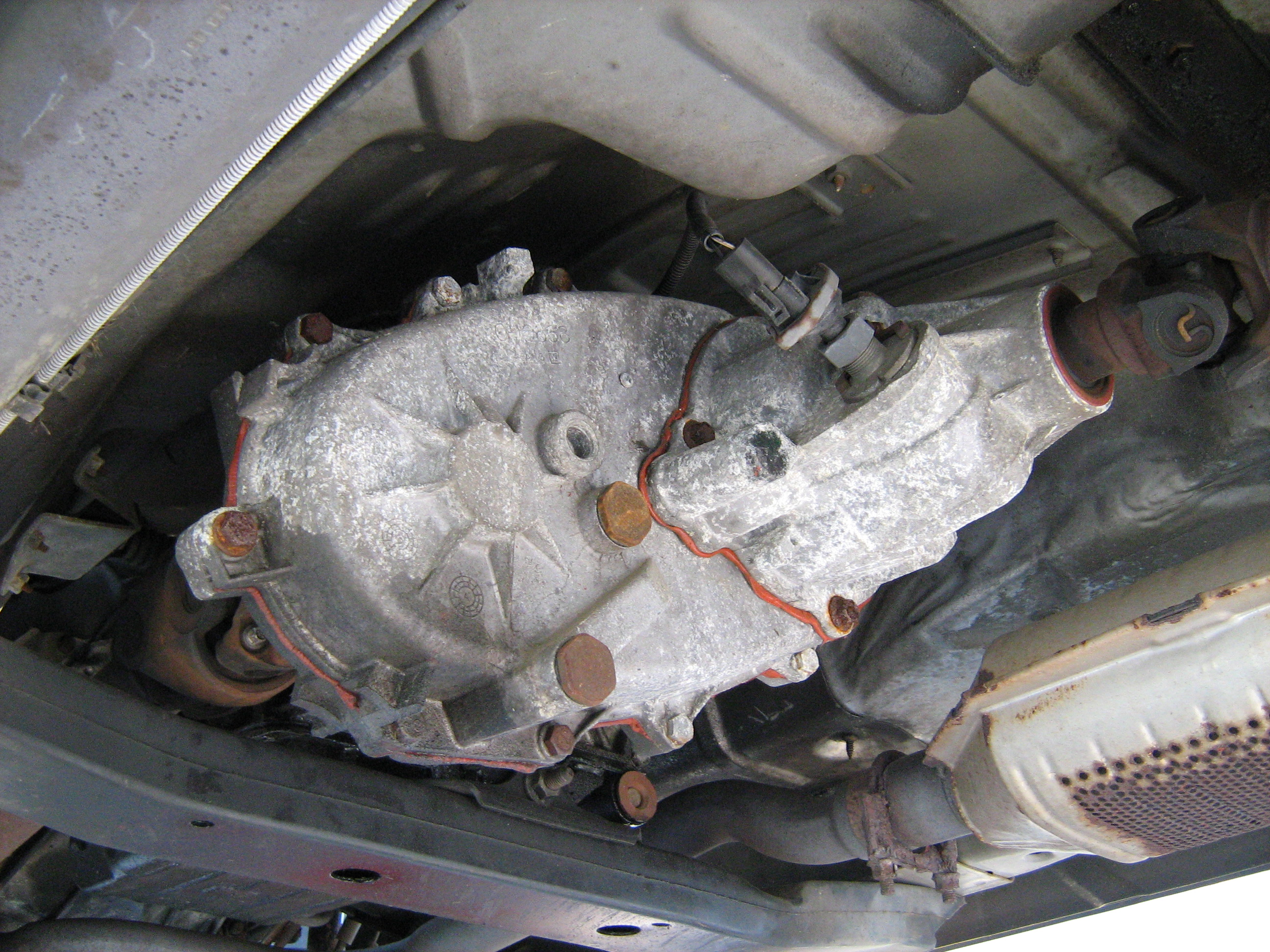
Центральна роздавальна коробка передає потужність від трансмісії до задньої осі (праворуч) і передньої осі (ліворуч)
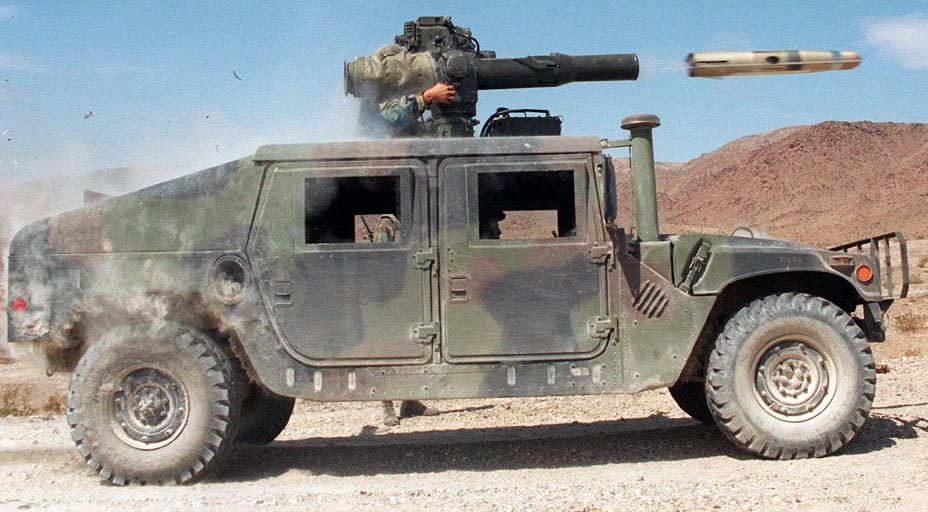
HMMWV — також має привід 4WD/AWD, який рівномірно (безперервно) приводить в дію всі колеса через міжосьовий диференціал, що блокується вручну, з диференціалами Torsen для передніх і задніх.
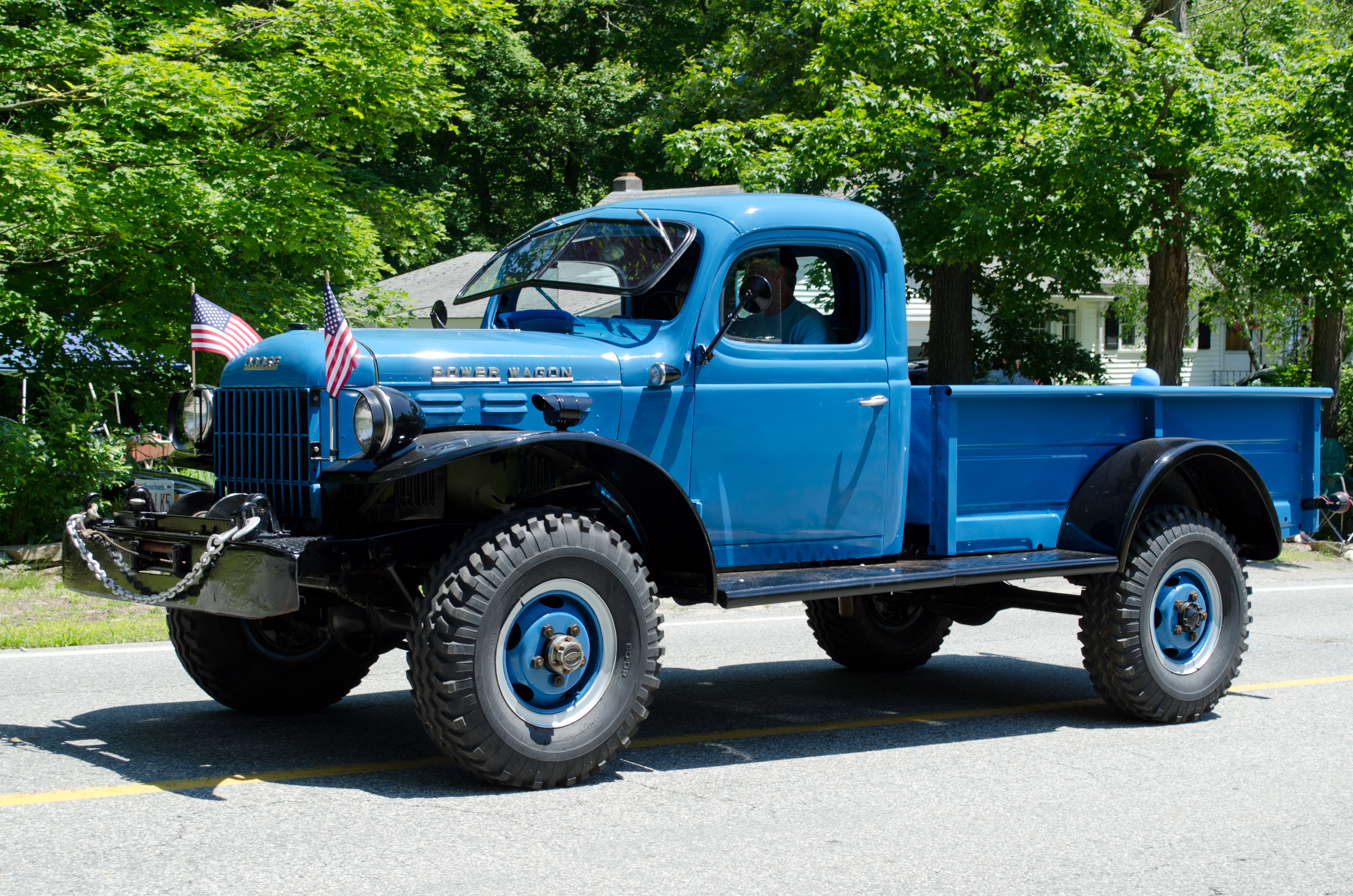
Перше покоління Dodge Power Wagon
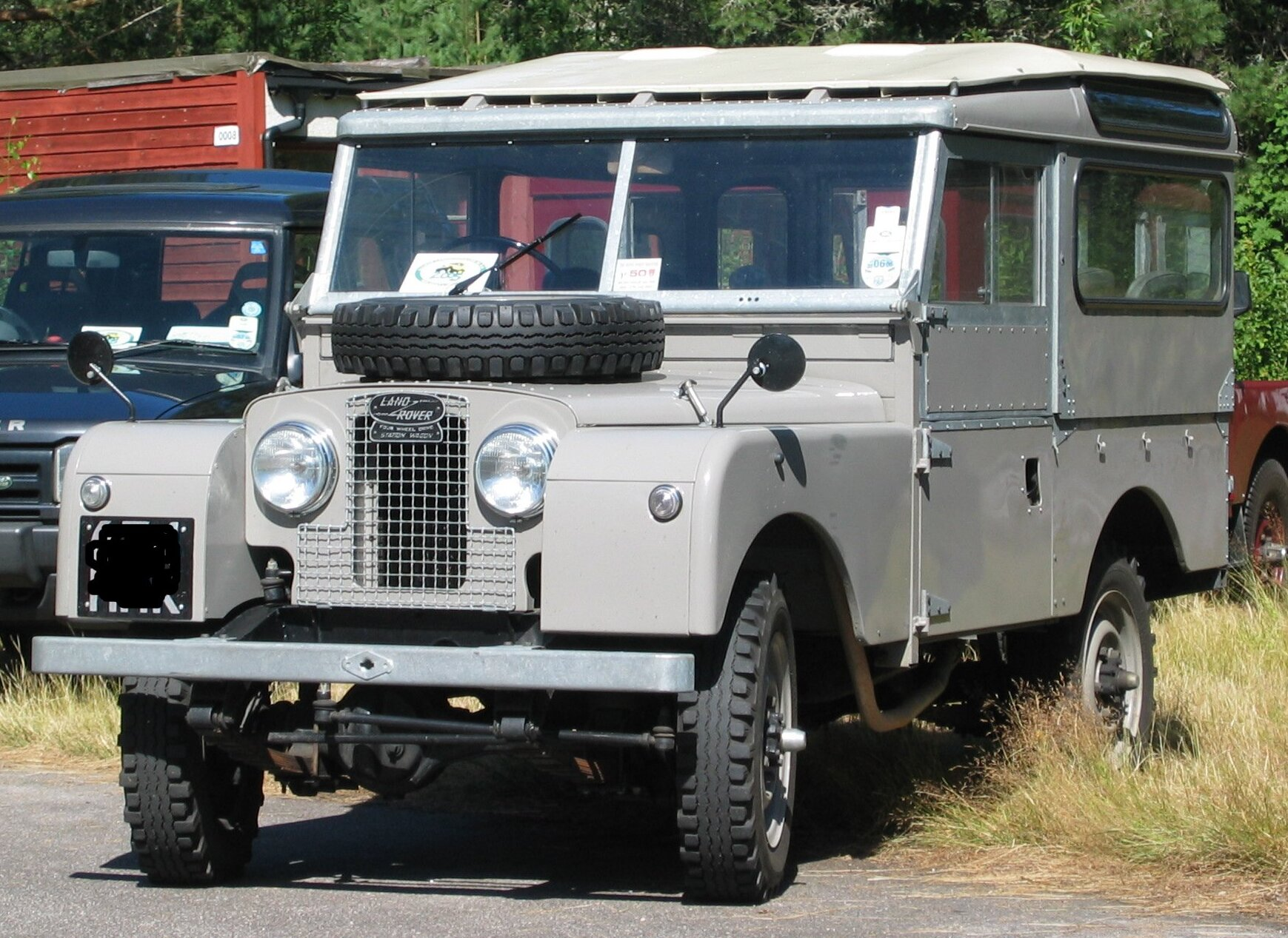
Land Rover Series I
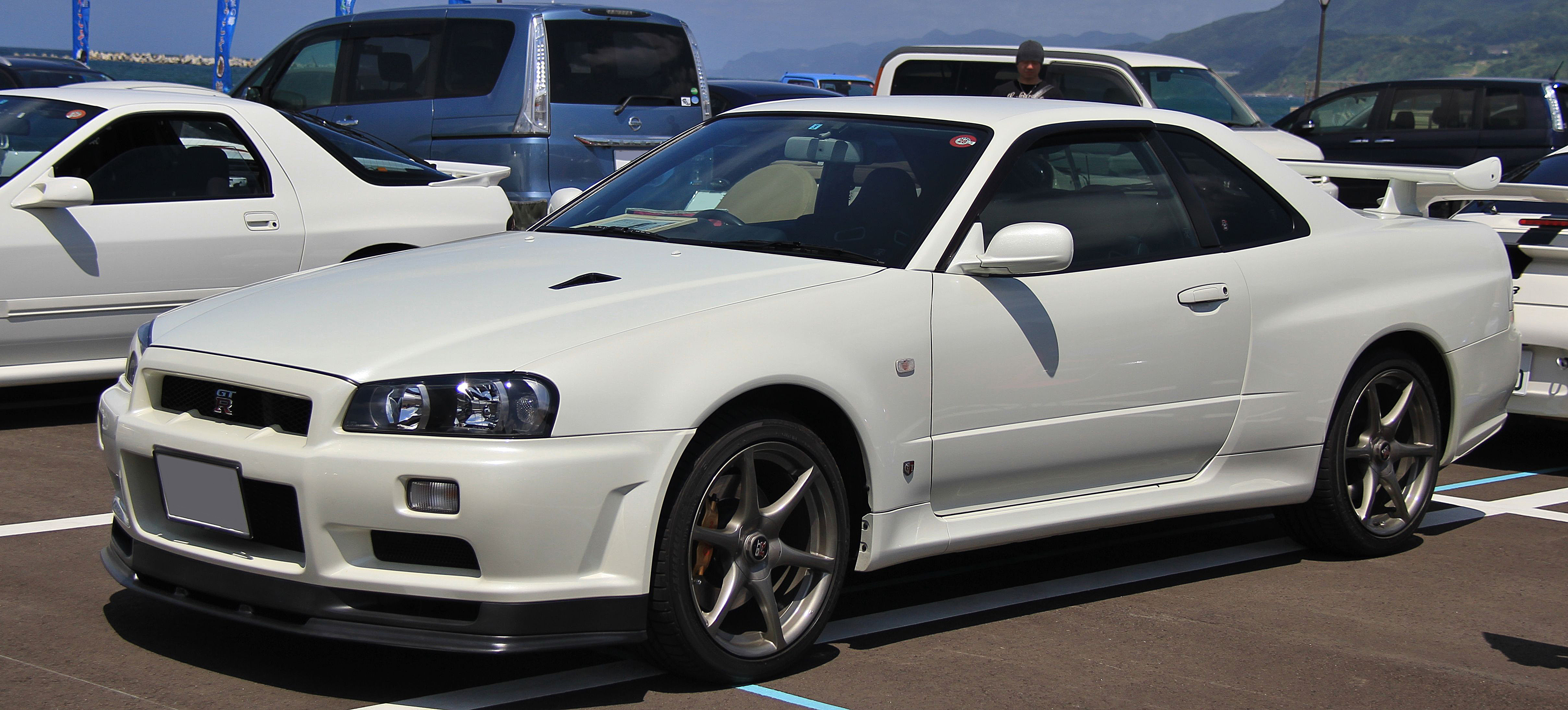
Nissan Skyline GT-R V Spec II (BNR34)
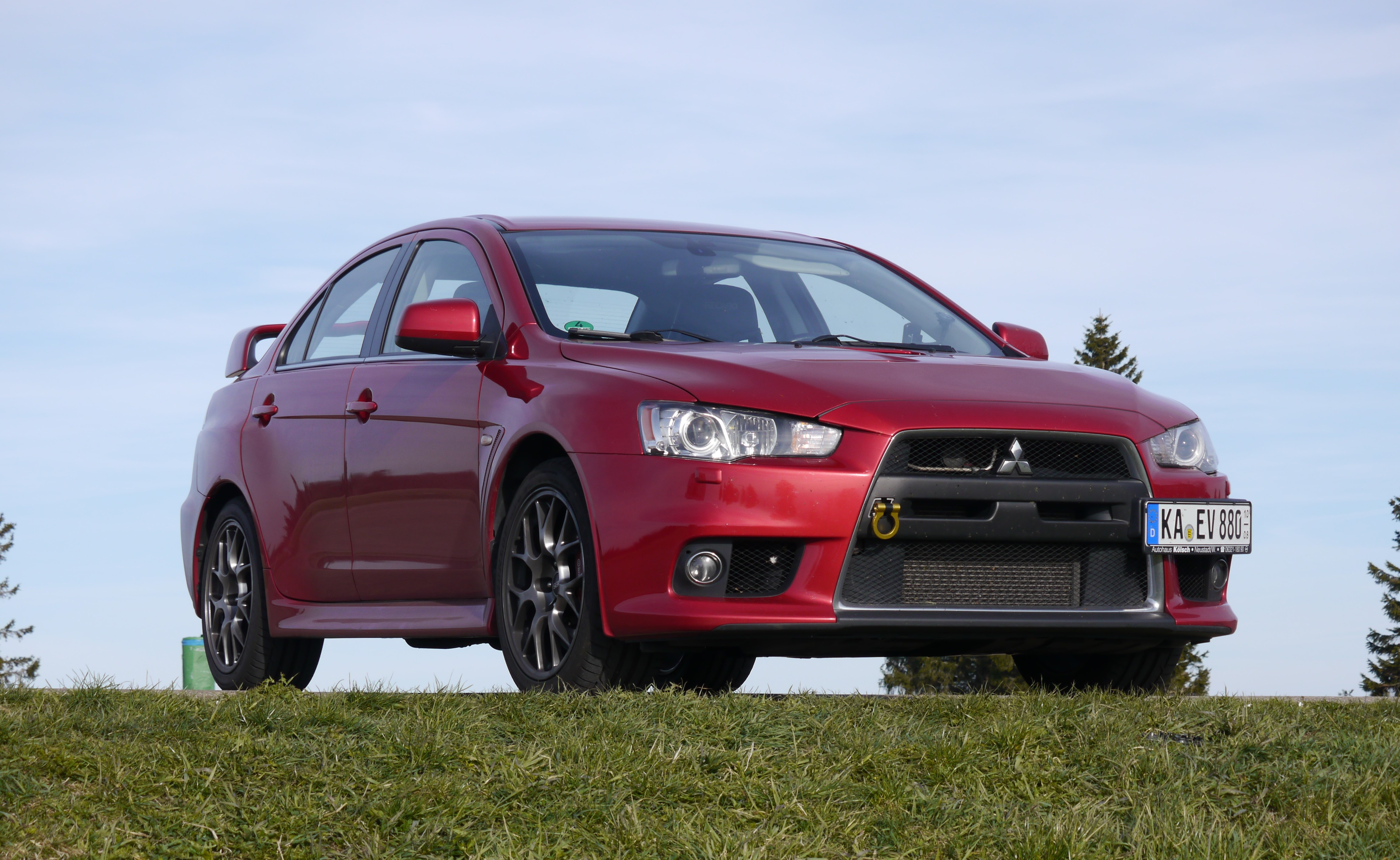
Mitsubishi Lancer Evolution X MR
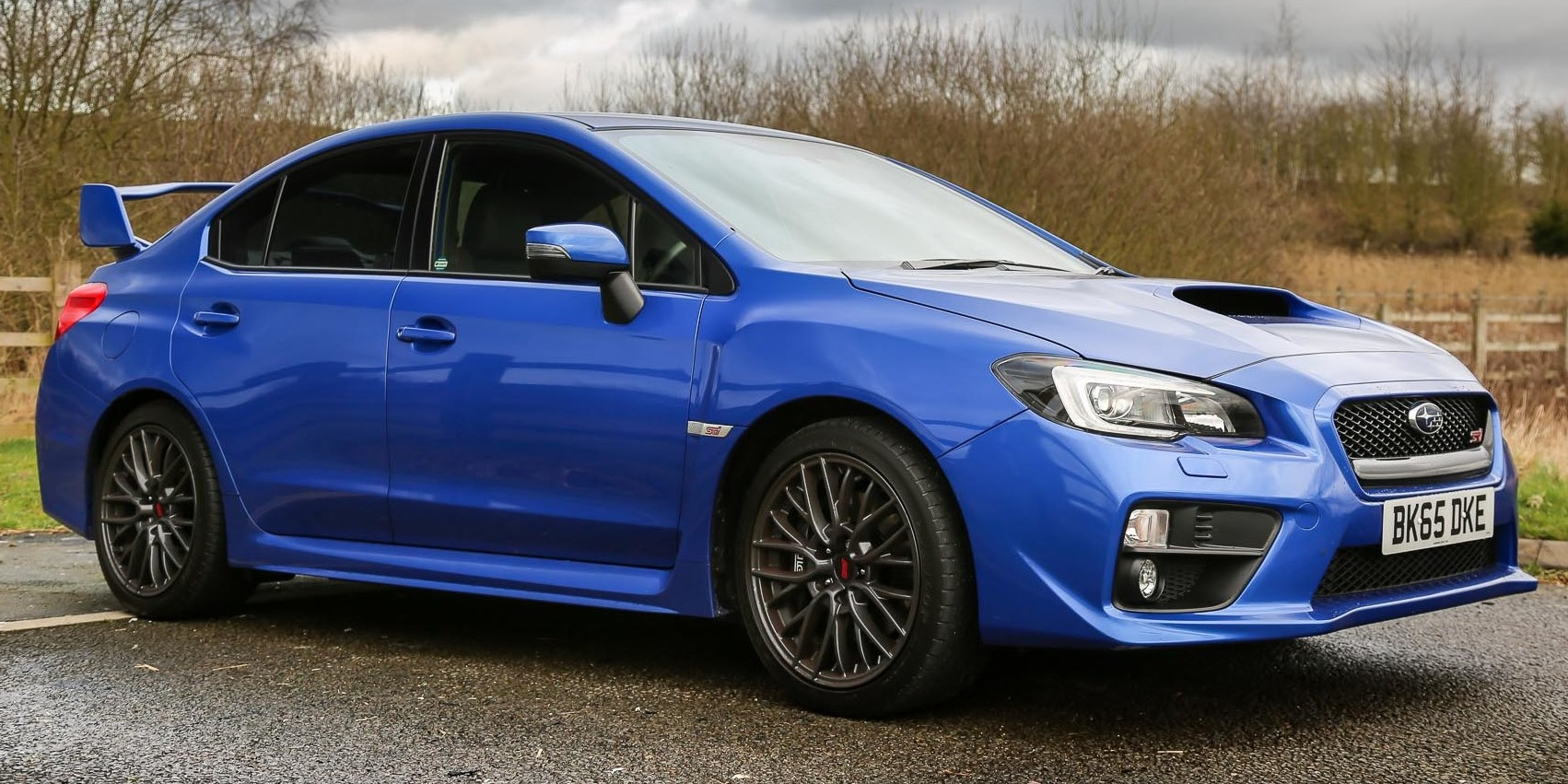
Subaru WRX STI
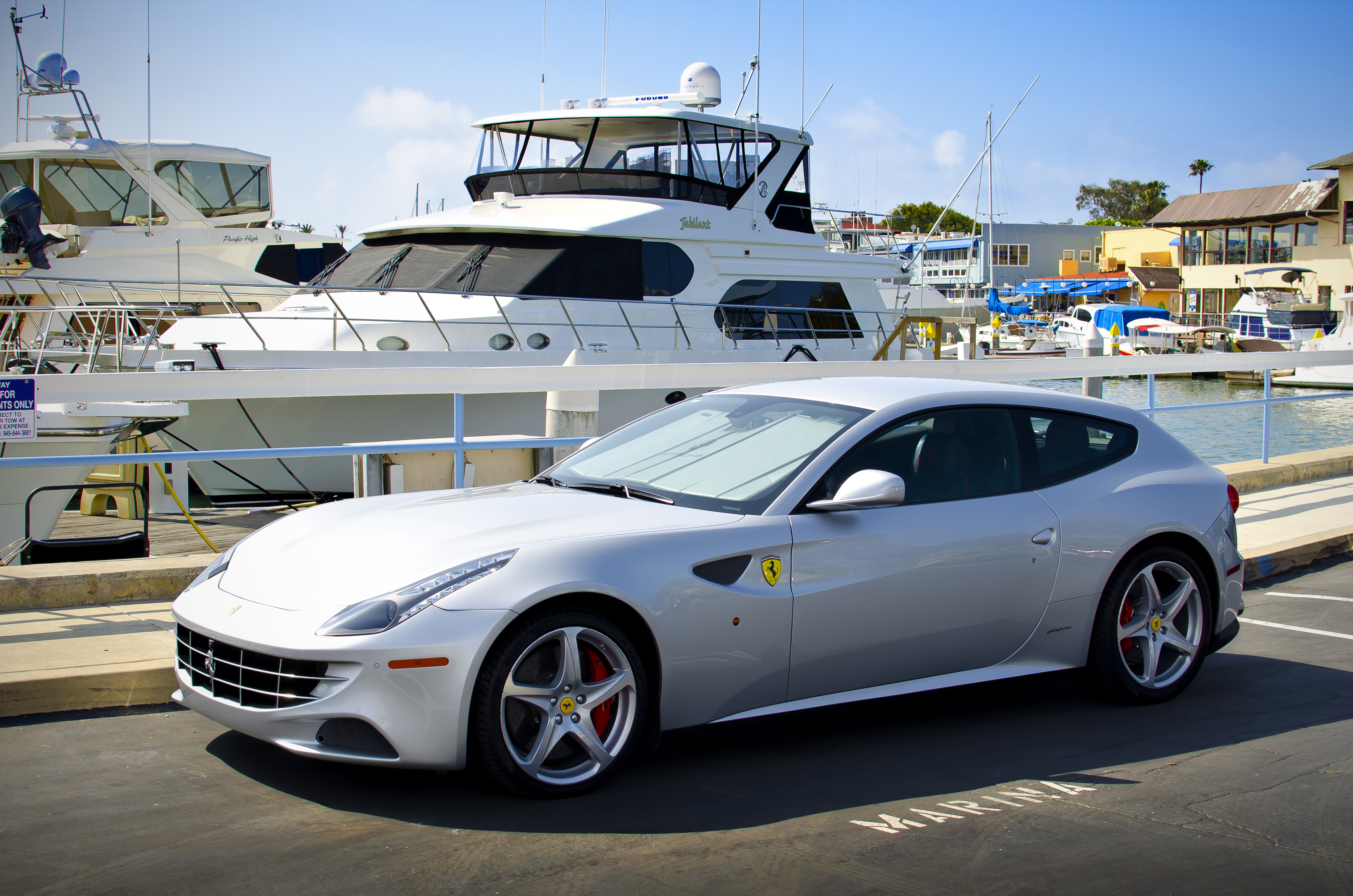
Ferrari FF; з переднім центральним розташуванням двигуна, повнопривідною компоновкою
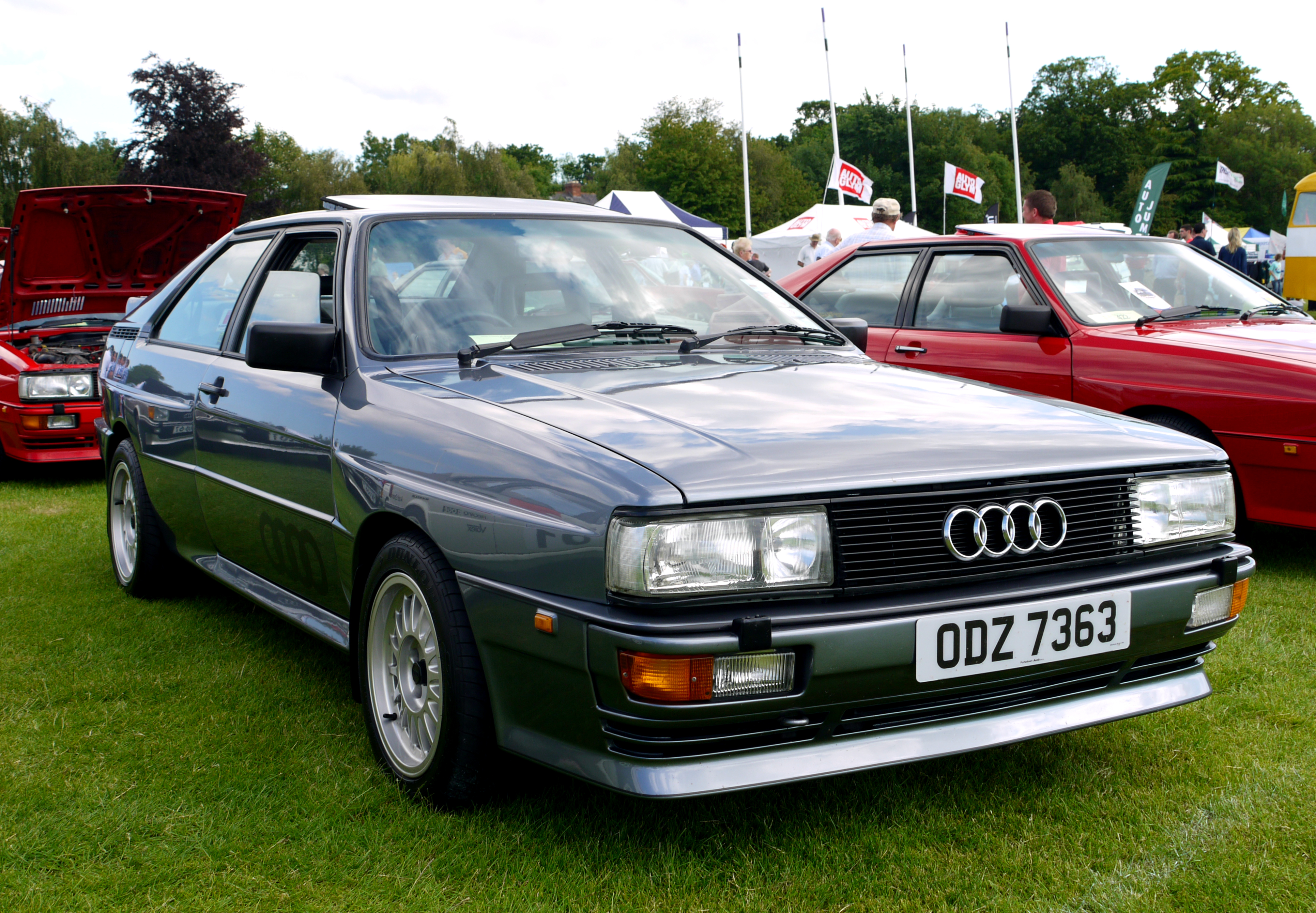
Audi Quattro
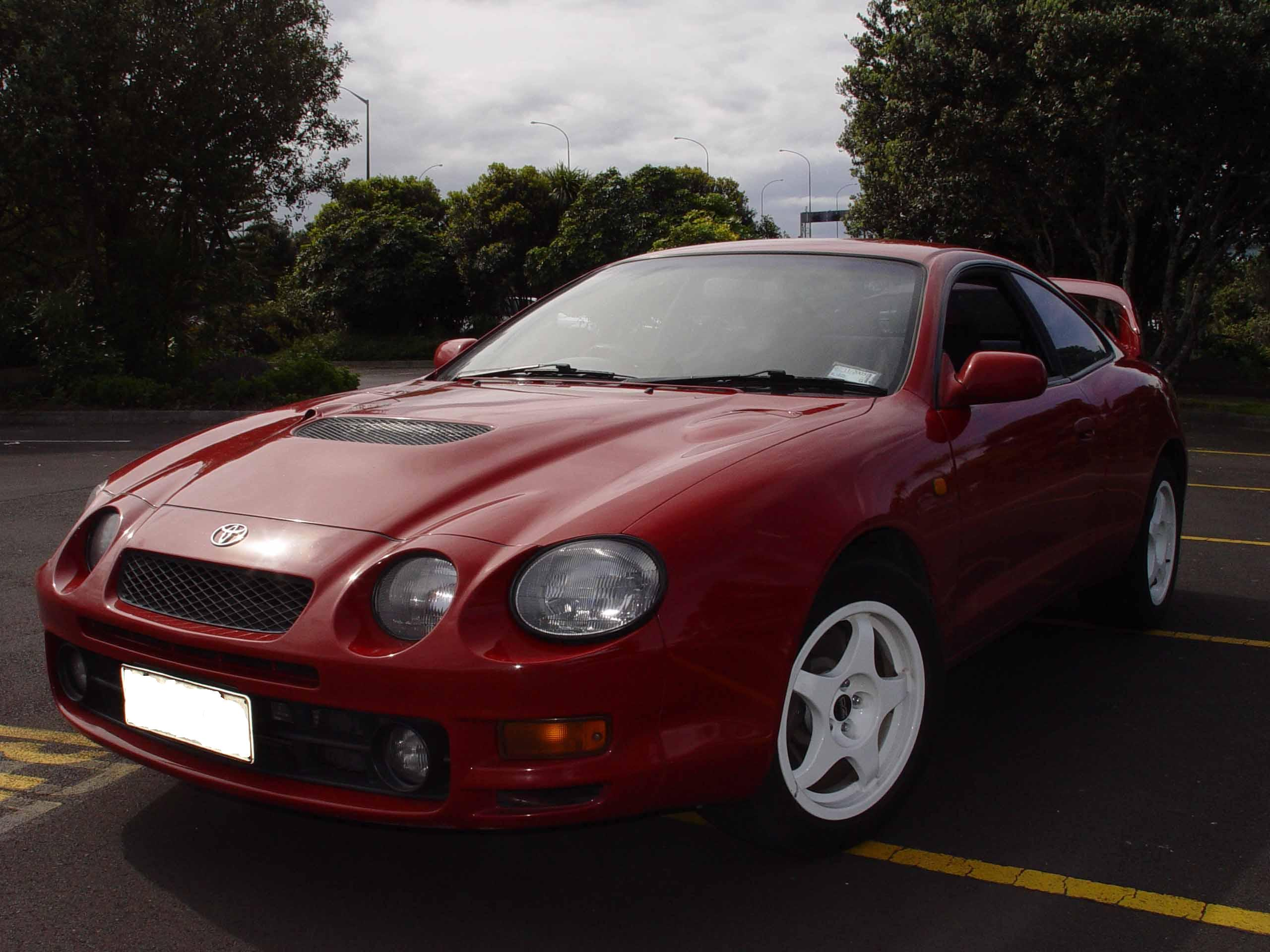
Toyota Celica GT-Four(ST205)

## Дивись також
- Передньомоторна, передньопривідна компоновка
- Передньомоторна, задньопривідна компоновка